# Niland-Brüder

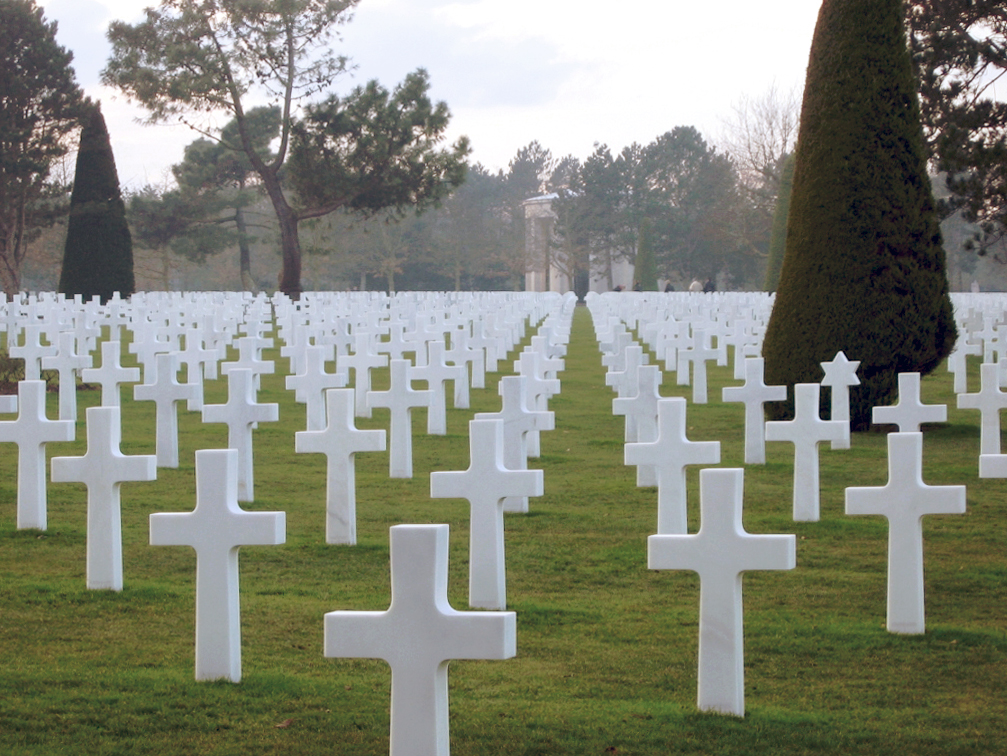
US-Soldatenfriedhof Colleville-sur-Mer

Die Niland-Brüder waren vier Brüder aus den USA, die während des Zweiten Weltkrieges in den US-Streitkräften dienten. Ihre Geschichte bildete die Grundlage für Steven Spielbergs Film Der Soldat James Ryan.
Die vier Brüder waren:
- Edward Niland: Bomberpilot der United States Army Air Forces
- Frederick „Fritz“ Niland: 501. Fallschirmjäger-Regiment der 101. US-Luftlandedivision
- Preston Niland: 22. US-Infanterie-Regiment der 4. Infanteriedivision (gefallen am 7. Juni 1944 nahe Utah Beach bei der Invasion in der Normandie)
- Robert Niland: 505. Fallschirmjäger-Regiment der 82. US-Luftlandedivision (gefallen am 6. Juni 1944 in Neuville-au-Plain bei der Invasion in der Normandie)

## Geschichte der Niland-Brüder
Edward Niland, Pilot eines Bombers vom Typ B-25 „Mitchell“, wurde – nachdem er von einem Einsatz am 16. Mai 1944 auf dem pazifischen Kriegsschauplatz in Burma nicht zurückgekehrt war – vermisst und galt aufgrund der Umstände in seinem Einsatzgebiet als gefallen. Als nun Preston und Robert Niland innerhalb von 24 Stunden während der Alliierten-Invasion in Frankreich gefallen waren, wurde der vermeintlich einzig überlebende Bruder, Frederick Niland, aufgrund der Sole Survivor Policy (etwa „Richtlinie für einzig Überlebende“) in die USA zurückgeschickt, um dort in Sicherheit seinen Wehrdienst zu Ende abzuleisten. Später, nachdem er in die USA zurückgekehrt war, erfuhr die Familie, dass Edward lebte und sich in einem japanischen Kriegsgefangenenlager befand, aus dem er von britischen Einheiten befreit wurde.
Preston und Robert Niland wurden nebeneinander auf dem US-Soldatenfriedhof in Colleville-sur-Mer beigesetzt.

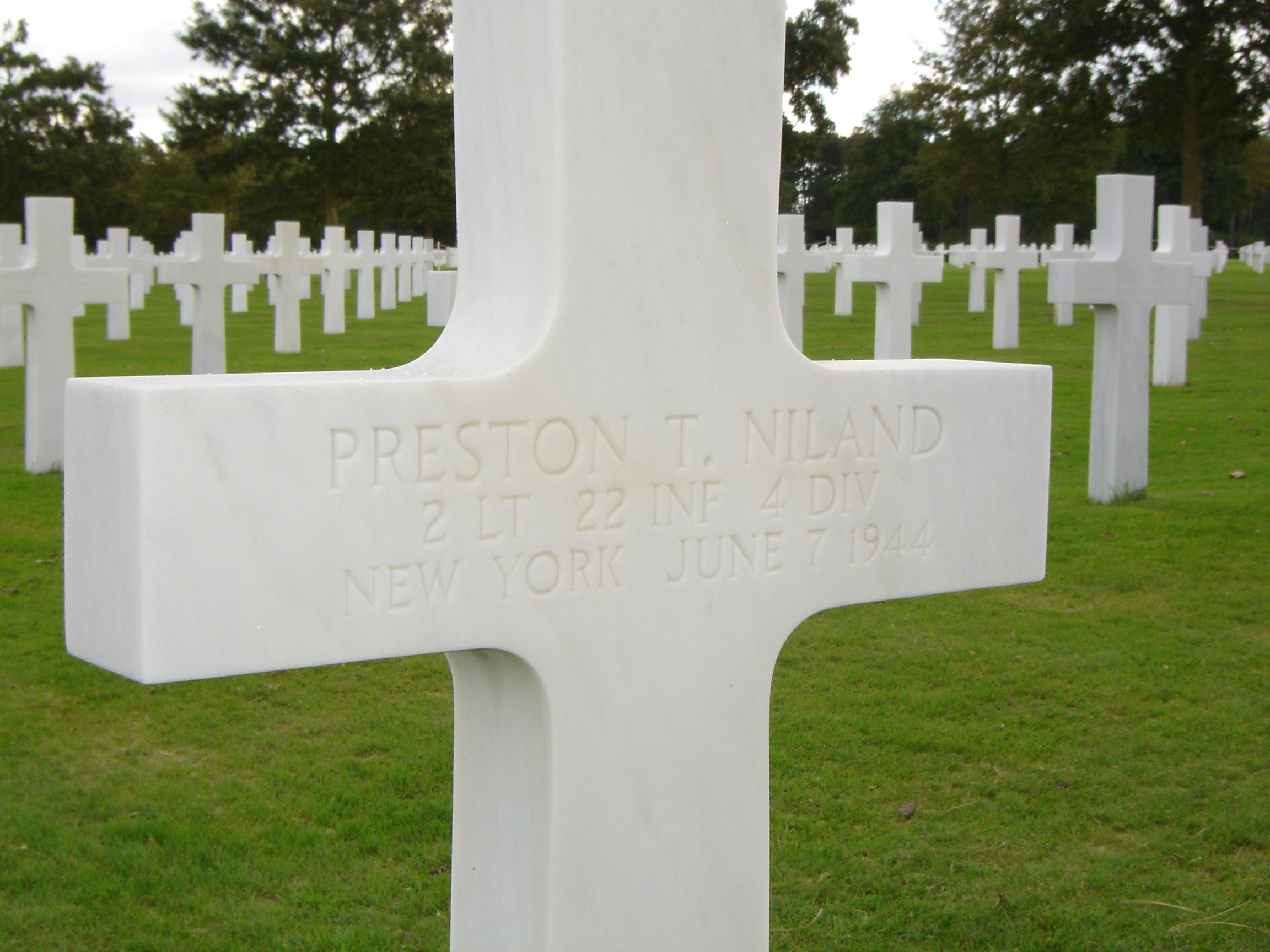
Grabkreuz von Preston T. Niland
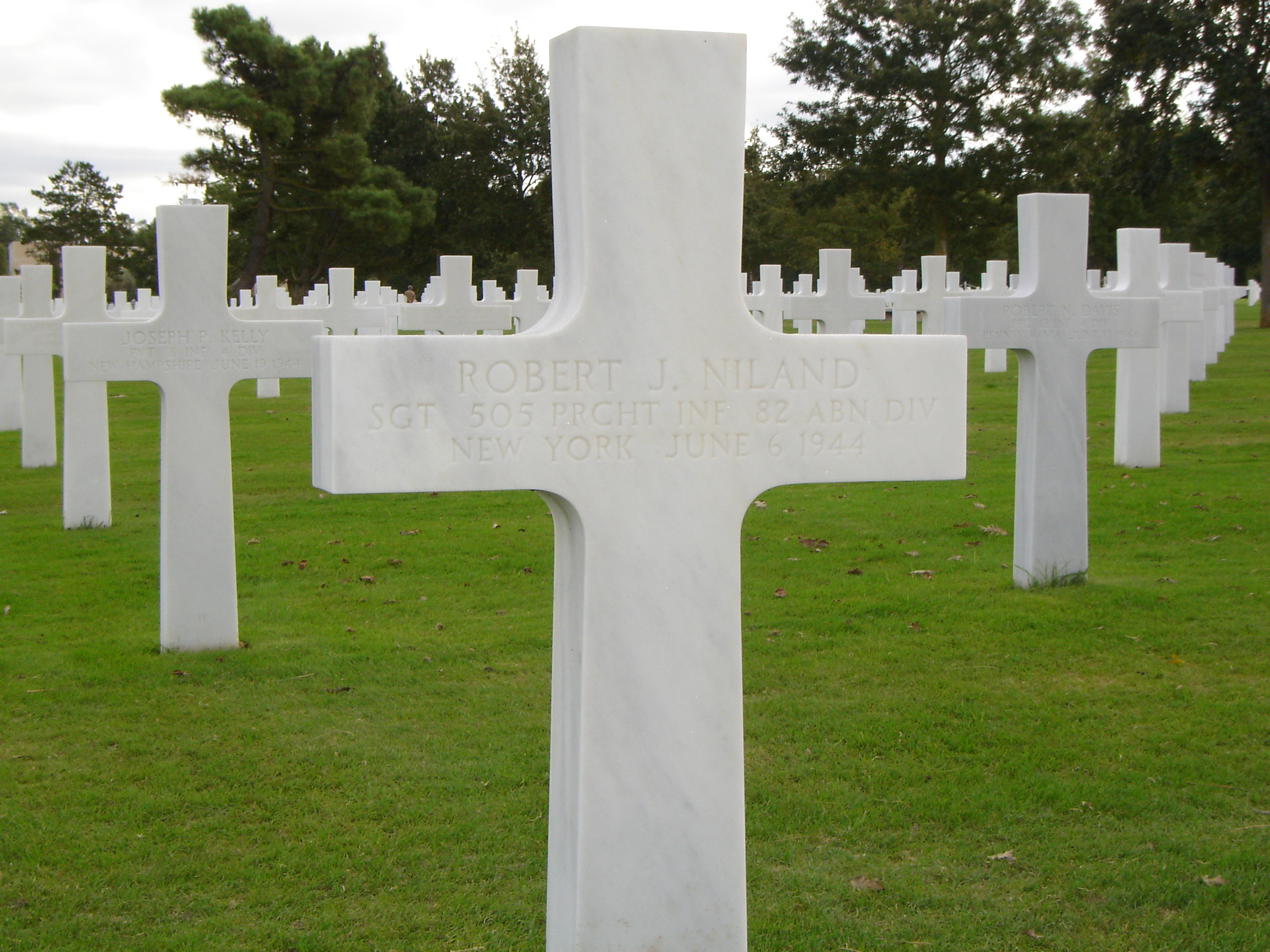
Grabkreuz von Robert J. Niland

## Filmische Adaption
Die Geschichte der Niland-Brüder beziehungsweise die des vermeintlich einzig Überlebenden Frederick diente Filmregisseur Steven Spielberg (eventuell in Verbindung mit der Geschichte der Sullivan-Brüder) als Inspiration für seinen Kriegsfilm Der Soldat James Ryan, dessen englischer Originaltitel, Saving Private Ryan, auf Deutsch Die Rettung des Soldaten Ryan lautet.